# ATC kod C01
ATC kod C01  Srčana terapuja su terapeutska podgrupa sistema za anatomsko terapeutsko hemijsku klasifikaciju. Ovaj sistem alfanumeričkih kodova je razvio  za klasifikaciju lekova i drugih medicinskih proizvoda.  Podgrupa C01 je deo anatomske grupe C Kardiovaskularni sistem.

Kodovi za veterinarsku upotrebu (ATCvet kodovi) se mogu formirati stavljanjem slova Q ispred humanih ATC kodova: QC01... ATCvet kodovi bez odgovarajućeg humanog ATC koda su navedeni sa vodećim Q na sledećoj listi.
Nacionalna izdanja ATC klasifikacije mogu da obuhvataju dodatne kodove koji nisu prisutni na ovoj listi.

### C01AADigitalisglikozidi
C01AA01 Acetildigitoksin
C01AA02 Acetildigoksin
C01AA03 Digitalis listovi
C01AA04 Digitoksin
C01AA05 Digoksin
C01AA06 Lanatozid C
C01AA07 Deslanozid
C01AA08 Metildigoksin
C01AA09 Gitoformat
C01AA52 Acetildigoksin, kombinacije

### C01ABglikozidi
C01AB01 Proscilaridin
C01AB51 Proscilaridin, kombinacije

### C01ACStrofantusglikozidi
C01AC01 G-strofantin
C01AC03 Cimarin

### C01AX Drugi srčani glikozidi
C01AX02 Peruvozid

## C01BAntiaritmici, klasa I i III

### C01BA Antiaritmici, klasa Ia
C01BA01 Kvinidin
C01BA02 Prokainamid
C01BA03 Disopiramid
C01BA04 Spartein
C01BA05 Ajmalin
C01BA08 Prajmalin
C01BA12 Lorajmin
C01BA51 Kvinidin, kombinacije izuzev psiholeptika
C01BA71 Kvinidin, kombinacije sa psiholepticima

### C01BB Antiaritmici, klasa Ib
C01BB01 Lidokain
C01BB02 Meksiletin
C01BB03 Tokainid
C01BB04 Aprindin

### C01BC Antiaritmici, klasa Ic
C01BC03 Propafenon
C01BC04 Flekainid
C01BC07 Lorkainid
C01BC08 Enkainid

### C01BD Antiaritmici, klasa III
C01BD01 Amiodaron
C01BD02 Bretilijum tozilat
C01BD03 Bunaftin
C01BD04 Dofetilid
C01BD05 Ibutilid
C01BD06 Tedisamil
C01BD07 Dronedaron

### C01BG Drugi antiaritmici, klasa I i III
C01BG01 Moracizin
C01BG07 Cibenzolin
C01BG11 Vernakalant

## C01C Srčani stimulanti izuzev srčanih glikozida

### C01CAAdrenergičniidopaminergičniagensi
C01CA01 Etilefrin
C01CA02 Izoprenalin
C01CA03 Norepinefrin
C01CA04 Dopamin
C01CA05 Norfenefrin
C01CA06 FenileFrin
C01CA07 Dobutamin
C01CA08 Oksedrin
C01CA09 Metaraminol
C01CA10 Metoksamin
C01CA11 Mefentermin
C01CA12 Dimetofrin
C01CA13 Prenalterol
C01CA14 Dopeksamin
C01CA15 Gepefrin
C01CA16 Ibopamin
C01CA17 Midodrin
C01CA18 Oktopamin
C01CA19 Fenoldopam
C01CA21 Kafedrin
C01CA22 Arbutamin
C01CA23 Teodrenalin
C01CA24 EpineFrin
C01CA25 Amezinijum metilsulfat
C01CA26 Efedrin
C01CA30 Kombinacije
C01CA51 Etilefrin, kombinacije

### C01CEFosfodiesterazni inhibitori
C01CE01 Amrinon
C01CE02 Milrinon
C01CE03 Enoksimon
C01CE04 Bukladesin
QC01CE90 Pimobendan

### C01CX Drugi srčani stimulansi
C01CX06 Angiotensinamid
C01CX07 Ksamoterol
C01CX08 Levosimendan

## C01DVazodilatorikoji se koriste zasrčane bolesti

### C01DA Organskinitrati
C01DA02 Gliceril trinitrat
C01DA04 Metilpropilpropandiol dinitrat
C01DA05 Pentaeritritil tetranitrat
C01DA07 Propatilnitrat
C01DA08 Izosorbid dinitrat
C01DA09 Trolnitrat
C01DA13 Eritritil tetranitrat
C01DA14 Izosorbid mononitrat
C01DA20 Organski nitrati u kombinacijama
C01DA38 Tenitramin
C01DA52 Gliceril trinitrat, kombinacije
C01DA54 Metilpropilpropanediol dinitrat, kombinacije
C01DA55 Pentaeritritil tetranitrat, kombinacije
C01DA57 Propatilnitrat, kombinacije
C01DA58 Izosorbid dinitrat, kombinacije
C01DA59 Trolnitrat, kombinacije
C01DA63 Eritritil tetranitrat, kombinacije
C01DA70 Organski nitrati u kombinaciji sa psiholepticima

### C01DBHinolonskivazodilatatori
C01DB01 Flozehinan

### C01DX Drugi vazodilatori koji se koriste za srčane bolesti
C01DX01 Itramin tozilat
C01DX02 Prenilamin
C01DX03 Oksifedrin
C01DX04 Benziodaron
C01DX05 Karbokromen
C01DX06 Heksobendin
C01DX07 Etafenon
C01DX08 Heptaminol
C01DX09 Imolamin
C01DX10 Dilazep
C01DX11 Trapidil
C01DX12 Molsidomin
C01DX13 Efloksat
C01DX14 Cinepazet
C01DX15 Kloridarol
C01DX16 Nikorandil
C01DX18 Linsidomin
C01DX19 Neziritid
C01DX51 Itramin tozilat, kombinacije
C01DX52 Prenilamin, kombinacije
C01DX53 Oksifedrin, kombinacije
C01DX54 Benziodaron, kombinacije

## C01E Drugi srčani preparati

### C01EAProstaglandini
C01EA01 Alprostadil

### C01EB Drugi srčani preparati
C01EB02 Kamfor
C01EB03 Indometacin
C01EB04  glikozidi
C01EB05 Kreatinolfosfat
C01EB06 Fosfokreatin
C01EB07 Fruktoza 1,6-difosfat
C01EB09 Ubidekarenon
C01EB10 Adenozin
C01EB11 Tiracizin
C01EB13 Akadesin
C01EB15 Trimetazidin
C01EB16 Ibuprofen
C01EB17 Ivabradin
C01EB18 Ranolazin
C01EB21 Regadenozon